# 羽鳥輝久
羽鳥 輝久（はとり てるひさ、1920年5月28日 - 1997年1月28日）は、日本の柔道家（講道館9段）。

## 経歴
東京都千代田区は神田駿河台に生まれ、幼少時に港区の芝へ移った。
1932年、慶應義塾幼稚舎6年生の時に三田綱町道場にて柔道を始める。当時から肥満体であったため夏は少し動いただけでも大汗をかき、熱心に稽古をしているように見られて思わぬ景品を受けた事もあったという。
3年後には講道館へ入門し飯塚国三郎9段（のち10段）の内弟子となって、同年5月に初段、11月には2段に昇段。また、この頃に併せて指導を受けた中野正三7段（のち10段）は子供相手にも惜しみなく受身を取ってくれたので、羽鳥を含めて幼年組の生徒達は技の体得が早かったという。加えて7歳年長の先輩である今川にもよく面倒を見て貰い、マンツーマンの指導で小内刈と大内刈を伝授されたほか、羽鳥が肘を痛めてしまい背負投を出せなくなった時もわざわざ講道館や他校道場で釣込腰を研究し、これを羽鳥に叩き込んでくれた。
なお、初段位を受けた時に腰に巻いた黒帯は色褪せながらも後々まで大切に使い続けたという。
1937年に慶應義塾大学予科に入学。ここでは2年先輩の田岡5段の内股や俣野5段の大内刈と体落、1年先輩である藤川4段の内股と大外刈、同期の飛田4段の跳腰や釣込足、赤塚3段の大外刈・大内刈・跳腰によく畳を背負わされ、その人ごとに揉まれて実力を磨いた羽鳥は同年11月に4段昇段。予科1年次が終わる1938年春から、日独伊防共協定に伴う記念親善学生武道使節団の一員として半年間ドイツとイタリアの両国に派遣され、それぞれアドルフ・ヒトラーとベニート・ムッソリーニの弔いを受けている。その際の往路（船旅）の1カ月間は甲板に18枚の畳を敷いて乱取や形の練習に興じ、海のうねりも利用しての稽古は大変に愉快であったという。帰国後は師範として迎えた清水正一に教えを請い、その多彩な技に立っている暇がない程に投げ飛ばされた。それでも羽鳥を含め学生が良い技を出すと清水は本当に投げられたかのように飛んでくれて、これは嘗（かつ）ての師である飯塚・中野との共通点でもあり、羽鳥は後に「力量に差がある場合に一方的に投げ飛ばしている事は易しいが、それでは相手のプラスにならず、相手のレベルの一寸上まで自分を落として、その一線を越えるような技を仕掛けてきた時には本当の如く投げられてあげるべき」と説いていた。1942年に5段位で慶應義塾大学経済学部を卒業して東京海上火災保険（現・東京海上日動火災保険）に入社。翌年太平洋戦争のため陸軍に応召される。

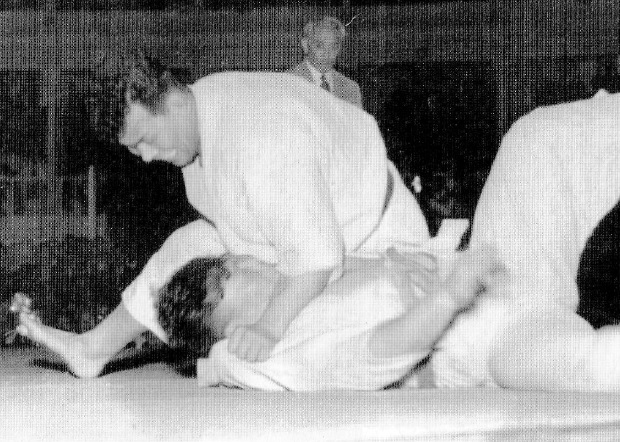
醍醐（上）の大外刈に敗れる羽鳥
（1951年全日本大会の準決勝戦にて）

戦後の講道館では畳が全面に敷き詰められておらず、破けた物が道場の半分程あるのみという有様であった。そんな恵まれない状況下で、会社帰りに大学の先輩に当たる阿部芳郎や後輩の水谷英男らと没頭する稽古は羽鳥にとっては一生の思い出となり、同じ頃に研修員として着任した醍醐敏郎や大沢慶己らと共に汗を流した。1947年の1月に6段に昇段し、同年11月9日に講道館主催で開かれた東日本柔道対県大会で団体・個人とも優勝を果たして翌12月には最高の喜びの中で入籍を果たしている。
柔道が公開競技となった翌48年の第3回国民体育大会では選抜選手32名による個人戦が11月2日に開催され、東京代表として抜擢された羽鳥は決勝戦で同じく東京代表の平野時男に敗れたものの準優勝という成績を収めた。1949年10月に大阪市下福島公園の仮設国技館で開催された第3回全日本東西対抗大会では東軍の大将として出場した。
羽鳥は身長166cm・体重97.7kgという巌のような体躯から繰り出す釣込腰や一本背負投、小内刈に長じ、柔道を志す者にとって最高の檜舞台である全日本選手権大会には1948年の第1回大会から51年の第4回大会まで東京代表として4年連続出場、49年には柔道王・木村政彦7段と延長2回の大接戦を繰り広げたほか、51年大会では、足を痛め調子を崩したために準決勝戦で醍醐敏郎6段に敗れはしたものの3位に入賞している。48年と50年はそれぞれ香月光雄6段と松本安市6段に敗れた。
このように柔道界の第一線で永く活躍してきた羽鳥だったが、本人曰く「稽古で自分の他の生活を犠牲にする程無理した事はなく、時間と体が許す範囲でやっていたので、稽古後動けなくなったとか、血の小便が出たとか、苦しくて涙が出たという記憶はない」との事。
| 段位 | 年月日         | 年齢 |
| ---- | -------------- | ---- |
| 入門 | 1935年6月1日   | 15歳 |
| 初段 | 1935年6月12日  | 15歳 |
| 2段  | 1936年3月25日  | 15歳 |
| 3段  | 1936年10月25日 | 16歳 |
| 4段  | 1937年11月24日 | 17歳 |
| 5段  | 1940年1月14日  | 19歳 |
| 6段  | 1947年1月12日  | 27歳 |
| 7段  | 1953年5月7日   | 32歳 |
| 8段  | 1967年5月2日   | 46歳 |
| 9段  | 1992年4月      | 71歳 |

現役を退いた後は、東京海上火災保険の名古屋支店勤務を経て母校・慶應義塾大学等で後進の指導に当たり、この間1953年5月に7段、1967年5月に8段を允許。
柔道部員への指導に際しては「部活動は部員が学生生活を楽しく過ごす事が最大目的であり、心身の鍛錬や団体生活の訓練、生涯の友というのはその副産物である」「大会での結果は4年間の部活生活をまとめる要素の1つに過ぎず、強弱に関わらず部員が最善を尽くし最大限の努力をしたと満足感を得られればそれで十分」と述べ、試合会場における勝者のガッツポーズや観衆の過剰な応援を最も忌み嫌い、「ルールすれすれの事ばかり研究し、試合が巧く実力以上の事をするような選手は、監督として便利だとは思うが心から好きにはなれなかった」と語っていた。
常に一本で決める柔道を信条とした羽鳥は、ポイント稼ぎに傾倒する当時の柔道界に嫌気が差しその後一時的に主要大会から距離を置く時期があったものの、1992年には講道館創立110周年記念で9段に昇段し赤帯を許された。昇段に際し羽鳥は、記念式典で嘉納行光講道館長が当時の柔道界に対し「勝敗に囚われて柔道の本質を忘れているているため転換が必要である」と説いた点に触れ、「早い実現が待たれる」と語っていた。
晩年は「選手の才能に依存し短時間での力比べと化した勝敗本位の試合規定を改め、通常の肉体条件の人が工夫して稽古を積めば相応の成果が得られる、付加価値を重んじたルールにすべき」と訴え続けていた羽鳥だったが、1997年1月28日に心不全のため76歳で死去。60年近くの永きに渡り行動を共にした三田柔友会会長（当時）の水谷英男8段は羽鳥の死に際し、「家族や知人に元気な面影を残したまま忽然と昇天し、他人に迷惑を掛ける事を嫌っていた先輩（羽鳥）らしい散り方であった」と述べていた。